# Dieter Röh
Dieter Röh (* 1971) ist ein deutscher Sozialarbeitswissenschaftler und Gesundheitswissenschaftler, der derzeit eine Professur für Sozialarbeitswissenschaft an der Hochschule für Angewandte Wissenschaften Hamburg innehat.

## Werdegang
Röh studierte nach Abitur, Zivildienst und einem Vorpraktikum in der Kinder- und Jugendpsychiatrie Hesterberg (Schleswig) zunächst von 1992 bis 1996 im Fachbereich Sozialwesen an der Fachhochschule Ostfriesland und schloss das Studium als Diplom-Sozialarbeiter/Sozialpädagoge mit staatlicher Anerkennung ab.
Bis 2003 war er im sozialpsychiatrischen Bereich und in der Behindertenhilfe tätig, u. a. im Sozialpsychiatrischen Dienst (Berufspraktikum), in einer Tagesstätte für psychisch kranke Menschen und in einer Werkstatt für behinderte Menschen. Von 2000 bis 2003 studierte er an der Fachhochschule Ostfriesland Praxisorientierte Interdisziplinäre Gesundheitswissenschaft und erwarb den Abschluss Master of Public Health (MPH).
Von 2003 bis 2005 war er als wissenschaftlicher Mitarbeiter im Forschungsschwerpunkt „Entwicklung von Modellen und Standards der integrierten Versorgung im Bereich der Rehabilitation von Menschen mit motorischen Störungen“, Teilbereich: „Begleitforschung und Evaluation“ tätig.
2005 wurde er zum Dr. phil. an der Carl-von-Ossietzky-Universität Oldenburg, Fakultät IV (Human- und Gesellschaftswissenschaften – Institut für Psychologie) bei Peter Gottwald zum Thema „Empowerment zur Lebensbewältigung – ein integriertes Konzept für die Arbeit mit chronisch psychisch kranken Menschen“ promoviert.
Seit 2005 ist er Professor für Sozialarbeitswissenschaft mit den Lehrschwerpunkten Geschichte, philosophische Grundlagen, Theorien und Methoden der Sozialen Arbeit. Er befasst sich in der Lehre, Beratung, Fort- und Weiterbildung sowie Forschung mit Themen der Behindertenhilfe, Sozialpsychiatrie, Rehabilitation und Klinischen Sozialarbeit.

## Forschungsprojekte
- Evaluation von Effekten der Ambulantisierung bei Nutzerinnen und Nutzern von Unterstützungsleistungen im Bereich Wohnen (2005–2010), gemeinsam mit Petra Weber
- Evaluation von Effekten der Hilfeleistungen Pädagogische Betreuung im eigenen Wohnraum und Wohnassistenz als Maßnahmen der ambulanten Eingliederungshilfe für geistig und mehrfach behinderte Menschen (2008–2009)
- Tagesstättenarbeit wirkt (TAWI): Eine sozialtherapeutische Maßnahme und ihre Wirkung innerhalb der sozialpsychiatrischen Versorgung psychisch kranker Menschen in Niedersachsen, im Auftrag des Verbands psychiatrischer Tagesstätten in Niedersachsen (VTPN), gemeinsam mit Astrid Jörns-Presentati, M.A. Soziale Arbeit (2012)
- Sozialdiagnostik im Betreuungswesen (SODIBE): Entwicklung eines sozialdiagnostischen Verfahrens zur Sachverhaltsermittlung in Betreuungsbehörden (2011–2013), gemeinsam mit Harald Ansen
- Bewertung aktueller Entwicklungen der sozialpsychiatrischen Versorgung auf der Grundlage des Capabilities Approach und der Behindertenrechtskonvention der Vereinten Nationen (BAESCAP-Studie) (2015–2017), Sprecher des Forschungsverbunds und Leiter des Teilprojekts A zur „Neuausrichtung der sozialpsychiatrischen Versorgung für erwachsene psychisch kranke Menschen durch Impulse aus dem SGB XII (resp. SGB IX)“[1]
- Evaluation eines Modellprogramms zur Bewusstseinsbildung in Unternehmen zur Inklusion von Menschen mit Behinderung (2022–2024)[2]
- Netzwerke und Kooperationen in der beruflichen Rehabilitation (2022–2024)
- Hochschulbildung Inklusiv (2024–2026)
- QuartierPflegeApp - Nutzerzentrierte App-Entwicklung für die Sorgegemeinschaft QuartierPflege (2023–2026)[3]
- Erweiterte Unterstützung im Bereich rechtlicher Betreuung (2023–2025)

## Fortbildungen/Konzeptentwicklung
- von 2007 bis 2011: Durchführung von Workshops und Schulungen zum Fallmanagement in der Eingliederungshilfe, im Auftrag der Koordinierungsstelle soziale Hilfen der Schleswig-Holsteinischen Kreise
- mehrtägige, zweimalige Inhouse-Fortbildung beim Diakonieverein Güstrow zu den Themen „Sozialpsychiatrische Grundhaltung, Personenzentrierter Ansatz, Sozialräumliches Denken und Handeln“ (2012–2013)
- Erstellung einer Expertise zu „Möglichkeiten und Grenzen sozialräumlicher Angebote in der Gemeindepsychiatrie. Literaturanalyse und Diskussion möglicher Ansatzpunkte für eine sozialräumliche Ausgestaltung psychiatrischer Hilfen im Bereich der Eingliederungshilfe in Hamburg“ im Auftrag von Leistungsanbietern gemeindepsychiatrischer Hilfen (2013)
- Konzipierung, Gesamtleitung und partielle Durchführung einer Fortbildungsreihe zur Sozialraumorientierung bei fördern & wohnen gGmbH (2013–2014)
- diverse Fortbildungen zu „Sozialräumlichen Hilfen in der Behindertenhilfe / Sozialpsychiatrie“ im Auftrag des Zentrums für Praxisentwicklung Hamburg (ZEPRA) (2014 und 2015)

## Mitgliedschaften
- seit 1999 Mitglied und zeitweise Landesvorsitzender Niedersachsen des Deutschen Berufsverbandes für Soziale Arbeit (DBSH)
- Seit 2005 Mitglied der Deutschen Gesellschaft für Soziale Arbeit (DGSA) und seit 2014 Vorstandsmitglied sowie seit 2022 Co-Vorsitzender
- Seit 2007 Mitglied der Deutschen Gesellschaft für Soziale Psychiatrie (DGSP)
- Seit 2008 Mitglied im Deutschen Verein für öffentliche und private Fürsorge (DV)

## Schriften (Auswahl)
Monografien:
- mit Friedrich Maus und Wilfried Nodes: Schlüsselkompetenzen der Sozialen Arbeit. Schwalbach/Taunus: Wochenschau-Verlag, 2008.
- (als Hrsg.) Peter Pantucek: Perspektiven Sozialer Diagnostik. Über den Stand der Entwicklung von Verfahren und Standards. Münster: Lit-Verlag, 2009, ISBN 978-3-643-50074-8.
- Soziale Arbeit, Gerechtigkeit und das gute Leben. Eine Handlungstheorie zur daseinsmächtigen Lebensführung. Wiesbaden: Springer VS-Verlag, 2013, ISBN 978-3-531-19356-4.
- mit Harald Ansen: Sozialdiagnostik in der Betreuungspraxis – Ein Leitfaden für den Sozialbericht der Betreuungsbehörden. Köln: Bundesanzeiger-Verlag, 2014, ISBN 978-3-8462-0194-7
- Soziale Arbeit in der Behindertenhilfe. 2. Auflage. München: Ernst-Reinhardt-Verlag, 2018, ISBN 978-3-8252-4876-5
- mit Anna Meins: Sozialraumorientierung in der Eingliederungshilfe. München: Reinhardt Verlag, 2021, ISBN 978-3-497-61437-0
- mit Elisabeth Schreieder: Sozialpsychiatrie als Handlungsfeld der Sozialen Arbeit. Stuttgart: Kohlhammer Verlag, 2022, ISBN 978-3-17-036899-6
- mit Yvonne Kahl: Sozialraumorientierung in der Psychiatrie. Grundlagen, Herausforderungen, Perspektiven. Köln: Psychiatrie-Verlag, 2024, ISBN 978-3-96605-225-2

Herausgeberschaft:
- mit Peter Pantucek: Perspektiven Sozialer Diagnostik. Über den Stand der Entwicklung von Verfahren und Standards. Münster: Lit-Verlag, 2009, ISBN 978-3-643-50074-8
- mit Peter Buttner, Silke Gahleitner und Ursula Hochuli Freund: Handbuch Soziale Diagnostik. Perspektiven und Konzepte für die Soziale Arbeit. Berlin. Verlag des Deutschen Vereins für öffentliche und private Fürsorge e.V., 2018, ISBN 978-3-7841-3030-9
- mit Peter Buttner, Silke Gahleitner und Ursula Hochuli Freund: Soziale Diagnostik in den Handlungsfeldern der Sozialen Arbeit. Berlin: Verlag des Deutschen Vereins für öffentliche und private Fürsorge e.V., 2020, ISBN 978-3-7841-3263-1
- mit Karsten Giertz und Lisa Große: Soziale Teilhabe professionell fördern. Grundlagen und Methoden der qualifizierten Assistenz. Köln: Psychiatrie-Verlag. 2022, ISBN 978-3-96605-100-2
- mit Silke Gahleitner, Julia Gebrande, Karsten Giertz, Christine Kröger, Eva Wunderer: Handbuch Klinische Sozialarbeit. Weinheim/Basel: Beltz Juventa. 2024, ISBN 978-3-7799-7537-3
- mit Yvonne Kahl: Sozialraumorientierung in der Psychiatrie. Grundlagen, Herausforderungen, Perspektiven. Köln: Psychiatrie-Verlag. 2024, ISBN 978-3-96605-225-2

Aufsätze/Artikel:
- mit Silke Jakobs: Rehabilitationsforschung und Klinische Sozialarbeit zwischen Evidenzbasierung und Evaluation. In: Silke Gahleitner u. a.: Forschung in der Klinischen Sozialarbeit. Psychiatrie-Verlag, Bonn 2009, S. 204–223.
- mit Peter Pantucek (Hrsg.): Klassifikationen in der Sozialen Arbeit: Fluch oder Segen für die Professionalisierung? In: Perspektiven Sozialer Diagnostik. Über den Stand der Entwicklung von Verfahren und Standards. Lit-Verlag, Münster 2009, ISBN 978-3-643-50074-8, S. 79–96.
- mit Stephan Larisch: Die Anfänge der sozialen Frauenschule und das Sozialpädagogische Institut in Hamburg. Gründung, Krise und Fortbestand der Institution im Zeitraum von 1917–1933. In: Soziale Arbeit. Heft 9, 2011, S. 337–344.
- mit Karlheinz Ortmann: Gesundheitsstörungen als soziopsychosomatische Phänomene – Behandlung neu denken, Krankheiten auch sozial behandeln und Behinderungen vermeiden. In: Silke Gahleitner, Gernot Hahn (Hrsg.): Klinische Sozialarbeit. Übergänge gestalten, Lebenskrisen begleiten. Psychiatrie-Verlag, Bonn 2011, S. 230–245.
- Klassifikationen in der Sozialen Arbeit –Vorschlag eines gegenstands- und funktionsbasierten Rahmens. In: Silke Gahleitner, Gernot Hahn, Rolf Glemser (Hrsg.): Klinische Sozialarbeit. Psychosoziale Diagnostik. Psychiatrie-Verlag, Bonn 2012, S. 80–93.
- mit Ulrich Kavelmann: Tagesstättenarbeit wirkt! – Mögliche Entwicklungspotenziale eines sozialtherapeutischen Hilfsangebots für Menschen mit psychischer Erkrankung. In: Psychosoziale Umschau. Heft 3, 2013, S. 10–11.
- Die sozialräumliche Perspektive in der Psychiatrie: Psychiatrie in der Gemeinde. In: Sabine Stövesand, Ueli Troxler, Christoph Stoik (Hrsg.): Handbuch Gemeinwesenarbeit. Traditionen und Positionen, Konzepte und Praxis. Verlag Barbara Budrich, Opladen / Berlin / Toronto 2013, S. 299–306.
- Die sozialen Grundlagen der Menschenrechte – transforming rights into capabilities. In: Eric Mührel, Bernd Birgmeier (Hrsg.): Menschenrechte und Demokratie. Perspektiven für die Entwicklung der Sozialen Arbeit als Profession und wissenschaftliche Disziplin. Springer VS-Verlag, Wiesbaden 2013, S. 143–162.
- mit Eric Mührel: Menschenrechte als Bezugsrahmen Sozialer Arbeit. Eine kritische Explikation der ethisch-anthropologischen, fachwissenschaftlichen und sozialphilosophischen Grundlagen. In: Eric Mührel, Bernd Birgmeier (Hrsg.): Menschenrechte und Demokratie. Perspektiven für die Entwicklung der Sozialen Arbeit als Profession und wissenschaftliche Disziplin. Springer VS-Verlag, Wiesbaden 2013, S. 89–110.
- Inklusion, Demokratie und Menschenrechte – Soziale Arbeit auf der Basis des Capabilities Approach. In: Johannes Pflegerl, Monika Vyslouzil, Gertraud Pantucek (Hrsg.): passgenau helfen. Soziale Arbeit als mitgestalterin gesellschaftlicher und sozialer Prozesse. Lit-Verlag, Münster 2013, S. 39–48.
- mit Karlheinz Ortmann: Sozialtherapie als Konzept der Klinischen Sozialarbeit – eine sozialarbeitswissenschaftliche Fundierung. In: Silke Gahleitner, Gernot Hahn, Rolf Glemser (Hrsg.): Klinische Sozialarbeit. Psychosoziale Interventionen. Psychiatrie-Verlag, Bonn 2013, S. 71–91.
- Sozialdiagnostik in Kliniksozialdiensten. Warum sie dringend benötigt wird, wenn Sozialarbeit in Krankenhäusern sich als Klinische Sozialarbeit verstehen will. In: Forum Sozialarbeit und Gesundheit. Heft 1, 2014, S. 6–9.
- Soziale Arbeit, Gerechtigkeit und das gute Leben. Eine Handlungstheorie zur daseinsmächtigen Lebensführung. In: C. Sedmak (Hrsg.): Gerechtigkeit. Vom Wert der Verhältnismäßigkeit. WBG, Darmstadt 2014, S. 149–171
- mit Meike Butenob: From Peer to Peer – Studierende unterstützen Studierende mit psychischen Belastungen. In: Die Neue Hochschule. Heft 3, 2015, S. 86–89
- „Aber das sind phantastische Ideen, die vor keiner Wirklichkeit Bestand haben“ Alice Salomon und ihre Überlegungen zum Zusammenhang von Sozialer Arbeit und Sozialismus. In: Richter, J. (Hrsg.): Geschichtspolitik und Soziale Arbeit. Interdisziplinäre Perspektiven. Wiesbaden: Springer VS, 2017, 43–58
- mit Ingmar Steinhart und Andreas Speck: Neue Praxis braucht neue Theorie – der Capabilities-Approach. In: Steinhart, I.; Wienberg, G. (Hrsg.): Rundum ambulant. Funktionales Basismodell psychiatrischer Versorgung in der Gemeinde, Bonn: Psychiatrie-Verlag, 2017, 299–315
- Assistenz und Sozialtherapie – Auswirkungen der durch das Bundesteilhabegesetz prominent herausgestellten Assistenz im Verhältnis zum sozialrehabilitativen Ansatz der Sozialtherapie, Beitrag D39–2018 unter www.reha-recht.de
- „Wille first, Bedenken second?“ – Kritische Anmerkungen zur bisherigen Diskussion und konzeptionelle Skizzierung der Herausforderungen, Möglichkeiten und Grenzen von Sozialraumorientierung in der Eingliederungshilfe. https://www.sozialraum.de/‚wille-first,-bedenken-second‘-–-kritische-anmerkungen-zur-bisherigen-diskussion-und-konzeptionelle-skizzierung-der-herausforderungen,-moeglichkeiten-und-grenzen-von-sozialraumorientierung-in-der-eingliederungshilfe.php
- mit Karlheinz Ortmann und Harald Ansen: Sozialtherapie als Handlungskonzept der Klinischen Sozialarbeit. In: Lammel, Ute Antonia/Pauls, Helmut (Hrsg.): Sozialtherapie: sozialtherapeutische Interventionen als dritte Säule der Gesundheitsversorgung. 2. Auflage. Dortmund: Verlag modernes lernen, 2020, 27–46
- mit Anneke Wiese, Gesa Meyer, Mathias Nauerth und Johanna Baumgardt: Soziale Teilhabe von Menschen mit psychischen Erkrankungen und ihre Verwirklichungschancen. Ergebnisse einer empirischen Studie zur Bedeutung ambulanter sozialpsychiatrischer Eingliederungshilfen. Soziale Arbeit 11/2020, 409–418
- Sozialtherapie in der Sozialpsychiatrie – Was sie ist und was sie leisten kann. In: Lammel, U. A./Pauls, H. (Hrsg.): Sozialtherapie: sozialtherapeutische Interventionen als dritte Säule der Gesundheitsversorgung. Dortmund: Verlag modernes lernen, 2020, 137–148
- Soziale Diagnostik in der Suchthilfe – eine geschichtliche und theoretische Herleitung. In: Hansjürgens, R./Schulte-Derne, F. (Hrsg.): Soziale Diagnostik in der Suchthilfe. Leitlinien und Instrumente für Soziale Arbeit. Göttingen: Vandenhoeck & Ruprecht, 2020, 13–20
- Gesundheitsbezogene Soziale Arbeit in der Eingliederungshilfe. In: Dettmers, Stephan / Bischkopf, Jeannette (Hrsg.): Handbuch gesundheitsbezogene Soziale Arbeit. 2. Auflage. München: Ernst Reinhardt Verlag, 2021, 231–238
- mit Gülzade Düzgün-Suttner und Karsten Giertz: Rehabilitation und Teilhabe – nicht ohne die Expertise der Klinischen Sozialarbeit! In: Archiv für Wissenschaft und Praxis der sozialen Arbeit, Heft 3, 2021, 16–28.
- Grundbegriffe und Grundlagen: Gesellschaft, Partizipation und Benachteiligung. In: I. Hedderich, G. Biewer, J. Hollenweger, R. Markowetz (Hrsg.): Handbuch Inklusion und Sonderpädagogik. 2. Auflage, Bad Heilbrunn: Julius Klinkhardt Verlag, 2022, S. 387–396
- Daseinsmächtige Lebensführung – ein Konzept der Sozialen Arbeit mit älteren Menschen auf Basis des Capabilities Approach. In: Bleck, C.; van Rießen, A. (Hrsg.): Soziale Arbeit mit alten Menschen. Ein Studienbuch zu Hintergründen, Theorien, Prinzipien und Methoden. Wiesbaden: Springer VS, 2022, 369–384
- mit Barbara Dünkel und Friederike Schaak: „(Wie) konnte man einfach so weitermachen?“ Einblicke in den Umgang mit der NS-Zeit in der Sozialen Frauenschule und dem Sozialpädagogischen Institut Hamburg. In: Amthor, R.-C.; Kuhlmann, C.; Bender-Junker, B. (Hrsg.): Institutionen, Ausbildung und Arbeitsfelder sozialer Arbeit nach 1945. Weinheim: Beltz Juventa, 2023, 241–257
- Capabilities Approach, daseinsmächtige Lebensführung und gelingendes Leben. In: Noack Napoles, J. (Hrsg.) (2023): Gelingendes Leben ermöglichen – Eudaimogenetische Ansätze in der Sozialen Arbeit. Weinheim: Beltz Juventa, 138–150
- Soziale Arbeit mit behinderten Menschen (in der Eingliederungshilfe). In: Bieker, Rudolf/Niemeyer, Heike (Hrsg.): Träger, Arbeitsfelder und Zielgruppen der Sozialen Arbeit. 2. Auflage. Stuttgart: Kohlhammer Verlag, 2023, 233–242
- Eingliederungshilfe – Schwerpunkt: Teilhabeförderung von Menschen mit psychischen Erkrankungen. In: van Rießen, Anne; Bleck, Christian (Hrsg.): Handlungsfelder und Adressierungen der Sozialen Arbeit. Stuttgart: Kohlhammer Verlag, 2023, 191–200
- mit Wiese, A.; Mayer, G.; Nauerth, M.: Teilhabe, Capabilities und daseinsmächtige Lebensführung. Eine theoretische Verknüpfung in der Perspektive Sozialer Arbeit. Soziale Arbeit. 73 (3), 2024, 101–107
- Daseinsmächtige Lebensführung und die Eröffnung von Möglichkeitsräumen als Aufgabe Sozialer Arbeit. In: Domes, Michael/Sagebiel, Juliane (Hrsg.): Die Bedeutung von Theorien Sozialer Arbeit für die Praxis. Exemplarische Fallanalysen. Stuttgart: Kohlhammer, 2024, 86–98
- mit Katharina Scholz, Frederik Rost und Marlene-Anne Dettmann: Werkstattbericht: Das Projekt Inklusive Bildung Hamburg – bald auch an der Hochschule für Angewandte Wissenschaften Hamburg. Blätter der Wohlfahrtspflege 5/2024, 190–192
- mit Nock, Annike Morgane; Jürgensen, Ivonne-Nadine; Glüsing, Oliver; Petersen-Ewert, Corinna (2024). Sorgende Gemeinschaft als Versorgungspfeiler von pflege- und unterstützungsbedürftigen Menschen: ein Scoping Review.
- Teilhabe als theoretisches Konzept und Zielrichtung Klinischer Sozialarbeit. In: Sektion Klinische Sozialarbeit (Hrsg.): Handbuch Klinische Sozialarbeit. Weinheim/Basel: Beltz Juventa, 2024, 129–138
- mit Spindler, Claudia: Soziale Diagnostik und Gesamt- bzw. Teilhabeplanung. In: Sektion Klinische Sozialarbeit (Hrsg.): Handbuch Klinische Sozialarbeit. Weinheim/Basel: Beltz Juventa, 2024, 177–185
- mit Deloie, Dario; Lammel, Ute Antonia: Sozialtherapie. In: Sektion Klinische Sozialarbeit (Hrsg.): Handbuch Klinische Sozialarbeit. Weinheim/Basel: Beltz Juventa, 2024, 225–233
- Sozialraumorientierung. In: Sektion Klinische Sozialarbeit (Hrsg.): Handbuch Klinische Sozialarbeit. Weinheim/Basel: Beltz Juventa, 2024, 309–317
- mit Spindler, Claudia; Walther, Christoph: Rehabilitation und Teilhabe. In: Sektion Klinische Sozialarbeit (Hrsg.): Handbuch Klinische Sozialarbeit. Weinheim/Basel: Beltz Juventa, 2024, 351–360
- mit Kröger, Christine; Gahleitner, Silke: Professionalisierung: Entwicklungslinien und Zukunftsaufgaben Klinischer Sozialarbeit. In: Sektion Klinische Sozialarbeit (Hrsg.): Handbuch Klinische Sozialarbeit. Weinheim/Basel: Beltz Juventa, 2024, 407–417
- Daseinsmächtige Lebensführung und die Eröffnung von Möglichkeitsräumen als Aufgabe Sozialer Arbeit. In: Domes, Michael/Sagebiel, Juliane (Hrsg.): Die Bedeutung von Theorien Sozialer Arbeit für die Praxis. Exemplarische Fallanalysen. Stuttgart: Kohlhammer, 2024, 86–98